# Collège Algonquin
Le Collège Algonquin (Algonquin College) est une institution canadienne d'enseignement post-secondaire anglophone financée par l'État et visant les domaines des arts appliqués et de la technologie. Il est situé à Ottawa (Ontario).
Le collège dessert la région de la capitale nationale et les zones périphériques de l'est de l'Ontario, de l'ouest du Québec et de l'Upstate New York. Le collège possède trois campus, tous situés en Ontario : un campus principal situé à Ottawa et des campus secondaires situés à Perth et à Pembroke. L'établissement propose des licences, des diplômes et des certificats dans un large éventail de disciplines et de spécialités. Il a été classé parmi les 50 meilleurs collèges de recherche au Canada et a été reconnu comme l'un des principaux leaders en matière d'innovation au Canada. La loi habilitante est la Loi sur le ministère de la Formation et des Collèges et Universités. Le Collège Algonquin est membre de Polytechnics Canada (en).